# My Favorite Martians (série télévisée d'animation)
Ne doit pas être confondu avec Mon Martien favori (série télévisée).
My Favorite Martians est une série télévisée d'animation américaine en seize épisodes de 25 minutes produite par Filmation et diffusée du 8 septembre au 22 décembre 1973 sur le réseau CBS. Il s'agit d'une suite à Mon Martien favori avec Bill Bixby et Ray Walston.
Cette série est inédite dans tous les pays francophones.

## Synopsis
Les mésaventures de Tim, de son oncle Martin, l'extra-terrestre, de madame Brown et du détective Brennan. D'autres personnages inédits comme « Andy », surnom d'Andromeda le neveu de l'oncle Martin ainsi que le chien Okey qui a une antenne ainsi qu'« Andy ». Tout ce petit monde vit aussi avec la nièce de Tim, Katy.

## Distribution

### Voix originales
- Jonathan Harris : Oncle Martin O'Hara
- Howard Morris : Tim O'Hara
- Lane Scheimer : Andromeda « Andy »
- Jane Webb (en) : Katy O'Hara

## Épisodes
1. Check-Up
2. Life Style
3. Home Schtick
4. Wall to Wall Flower
5. The Cleo Caper
6. Robot Tailor
7. Lonely Okey?
8. Triple Trouble
9. The Incredible Shrinking Ship
10. My Favorite Neighbor
11. Allergy
12. Truant Teacher
13. Love: Martian Style
14. The Chump Who Cried Chimp
15. Credibility Gap
16. Garage Sale

## Commentaires
Contrairement à d'autres productions Filmation, les acteurs originaux de la série n'ont pas repris les voix pour leur version animée. Bill Bixby à l'époque travaillait sur la série Le Magicien et Ray Walston voulait se démarquer du rôle qu'il trouvait pesant. Ce sont donc des acteurs différents qui se sont occupés du doublage.
Une grande partie des histoires sont directement issues de scénarios qui n'ont pas été pris pour la série originale.